# Franck Tchiloemba
Franck Tchiloemba, né le 4 novembre 1973 à Courbevoie, est un joueur de basket-ball professionnel français. Il mesure 2,05 m.

## Clubs
- 1991 - 1992 :  Villeurbanne (Nationale 1 A) espoir
- 1992 - 1993 :  Cholet (Nationale A 1) espoir / professionnel
- 1993 - 1995 :  Bondy (Nationale 2)
- 1995 - 1996 :  Chalon-sur-Saône (Pro B)
- 1996 - 1997 :  Nantes (Pro B)
- 1997 - 1998 :  Poissy-Chatou (Pro B)
- 1998 - 1999 :  Évreux (Pro A)
- 1999 - 2000 : 
  -  Poissy-Chatou (Pro B)
  -  Pau Orthez (Pro A)
- 2000 - 2002 :  Le Havre (Pro A)
- 2002 - 2003 :  Hyères Toulon (Pro A)
- 2002 - 2003 :  León (LEB)
- 2003 - 2004 : 
  - Besançon (Pro A)
  - Strasbourg (Pro A)
  - Paris (Pro A)
- 2004 - 2005 : Boncourt
- 2005 - 2006 :  Melilla (LEB)
- 2006 - 2007 :  Nanterre (Pro B)
- 2007 - 2009 :  Antibes (Nationale 1 puis Pro B)
- 2009 - 2011 :  Stade de Vanves (Nationale 2)

## Palmarès
- Troisième aux Championnats du Monde Militaires de Séoul en  1994 avec la France
- Vainqueur de la Coupe Suisse en 2005 avec BC Boncourt
- Vainqueur de la Coupe de la Ligue en 2005 avec BC Boncourt
- Finaliste de la Coupe de France en 2007  avec la JSN Nanterre
- Champion de France de NM1 en 2008 avec Antibes